# Walter Krenn

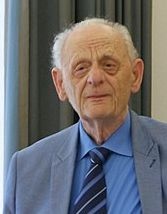
Walter Krenn (2015)

Walter Krenn (* 3. September 1931 in Zams, Tirol; † 11. Dezember 2022 in Bregenz) ist ein ehemaliger Beamter. Von Dezember 1989 bis zu seiner Pensionierung war er Präsident der Finanzlandesdirektion in Vorarlberg, Österreich.

## Biografie
Walter Krenn wurde als drittes von fünf Kindern in Zams geboren (Tirol) und wuchs in Salzburg auf. 1956 heiratete er Wilhelmine Wind († 1993) und hat aus der Ehe zwei Söhne (Karl Heinz und Hubert; † 10. Juni 2021). Krenn ist seit 1995 verheiratet mit Monika Tschannett.
Krenn begann seine berufliche Tätigkeit bei der Bundesgendarmerie in Linz-Ebelsberg und wurde im November 1953 mit der Einheit zur Ablöse der französischen Besatzungstruppe nach Vorarlberg verlegt. 1954 war er mit dieser Einheit beim Lawinenunglück von Blons zm Schutz der Bevölkerung eingesetzt. 1955 wechselte er als Zollbeamter zum Zollamt in Bregenz.
Krenn studierte von 1959 bis 1964 als Werkstudent an der Universität Innsbruck und promovierte dort am 28. November 1964 zum Dr. iur.
Nach der Übernahme in den Höheren Finanzdienst der Finanzlandesdirektion Vorarlberg wurde er zum stellvertretenden Amtsvorstand des Hauptzollamtes Feldkirch sowie Leiter der Abteilung für Finanzstrafsachen. 1972 wurde er zum Vorstand des Hauptzollamtes in Feldkirch bestellt. In seiner Funktion suchte er immer die Zusammenarbeit mit ausländischen Behörden – vor allem im Finanzstrafbereich – auszubauen. 1982 wurde er zum Leiter des Präsidiums und der Personalabteilung der Vorarlberger Finanzlandesdirektion ernannt, 1983 zum Vizepräsidenten und im Dezember 1989 zum Präsidenten. In dieser Zeit wurde Krenn mehrfach in parlamentarischen Anfragen zitiert und in Presseartikeln über sogenannte „Geheimakten“ und es wurde eine anonyme Anzeige wegen Amtsmissbrauch gegen ihn erstattet. Viermal wurde die Vorarlberger Finanzlandesdirektion in dieser Zeit vom Rechnungshof ohne relevantes Ergebnis geprüft.

## Politische Tätigkeit
Walter Krenn war von 1985 bis 1995 in der Stadtvertretung der Landeshauptstadt Bregenz gewählt. In diesem Zusammenhang war er auch im Hauptausschuss der Festspielgemeinden, im Kunstverein und in der Gebhardsberg GesmbH tätig.

## Soziales Engagement

### Unterstützungsvereine für Finanzbediensteten
Zusammen mit weiteren Finanzbeamten gründete Krenn um 1970 den Unterstützungsverein der Finanzbediensteten, welcher u. a. ein ehemaliges Zollhaus in Brand anmietete und als eine Sozialeinrichtung für Finanzbedienstete ausbauten. Er war auch an der Gründung der Interessensgemeinschaft der Schielleitner Seminaristen beteiligt.
1995 förderte Walter Krenn maßgeblich die Einrichtung des Höhenstützpunkts der Zollwache in Hochkrumbach als ein Feriendomizil für Mitglieder des Vereins Sportclub Zollwache Vorarlberg.

### Vereinstätigkeit
Am 5. April 1962 gründete er mit anderen den Zollsportverein. Seit 1978 engagierte er sich auch beim Kneippverein Vorarlberg, der Vorarlberger Volkshilfe, dem Bund Sozialistischer Akademiker (BSA) und dem Vorarlberger Fußballverband.
Im Rahmen seiner Tätigkeit im BSA war er Mitherausgeber der Zeitung AKZENTe.

## Auszeichnungen
- 1994 Großes Silbernes Ehrenzeichen für Verdienste um die Republik Österreich;
- Ehrenmitgliedschaft im Vorarlberger Fußballverband;
- seit 1982 Ehrenmitglied im Zollsportverein;[6]
- Afritsch-Medaille der Volkshilfe Österreich.

## Publikation
- Walter Krenn; Heinz Hirsch: Zoll im Wandel der Zeit : unter besonderer Berücksichtigung der österreichischen Zollgeschichte. 1. Auflage. Hubert Krenn, Wien 2004, ISBN 978-3-902351-57-9.

Im Buch werden 5000 Jahre Zollgeschichte, unter besonderer Berücksichtigung der österreichischen Zollgeschichte, bis zum Beitritt Österreichs in die Europäische Union 1995 behandelt.